# Chanh vàng Bonnie Brae
Bonnie Brae là một loại chanh vàng phổ biến vào cuối những năm 1800 đến đầu những năm 1900, lần đầu tiên được trồng ở Bonita, California, gần San Diego. Hiện tại không còn cây Bonnie Brae nào được biết đến, mặc dù có thể có một số cây vẫn đang phát triển ở Nam California chưa được xác định rõ ràng.

## Lịch sử
Chanh vàng Bonnie Brae được trồng đầu tiên bởi Hiram Murray Higgins ở trang trại Bonnie Brae rộng 76 mẫu của ông ở Bonita. Higgins đã từng là một nhà sản xuất âm nhạc thành công ở Chicago, và chuyển đến Hạt San Diego vì lí do sức khỏe, và để tham gia vào công việc kinh doanh cam quýt đang phát triển ở California. Ông mua trang trại của mình vào năm 1871 và bắt đầu trồng các loại cây có múi.
Chanh vàng Bonnie Brae đã được mô tả là có vỏ mỏng, hình thuôn và không hạt. Một số người suy đoán rằng loài này là một giống chanh-chanh tây, nhưng Higgins tuyên bố nó không phải.
Năm 1889, Higgins đã mô tả sự đa dạng của loại chanh đặc biệt của mình. "Tôi đã đến San Francisco và mua hai thùng chanh Messina ngon nhất, được trồng ở Sicily; mang chúng về nhà và để chúng thối trong thùng. Gieo hạt trên đất, cấy trong vườn ươm, và trong thời gian vào vườn. Khi cây ra quả, tôi có đủ loại từ cây chanh thô nhất đến quả chanh ngon nhất, Bonnie Brae. Tôi đã mang Bonnie Brae đến San Francisco và gửi chúng cho các chuyên gia. Họ đã rất ngạc nhiên. Họ nói rằng nó phải là kết quả của một phép lai chéo với chanh tây, nhưng không có chanh tây nào ở nơi này." 
Trong cùng một bài viết, Higgins ghi nhận khí hậu San Diego và đất trên trang trại của mình để trồng giống chanh đặc biệt. Higgins đã chớm ghép Bonnie Brae với những cây chanh đã sinh trái kém, và cả trên cây cam. Ông tìm thấy phép ghép sau là tốt nhất.

## Hoan hô
Năm 1885, chuyên gia về cây có múi William Spalding đã viết, "Sự chú ý của tôi lần đầu tiên với Bonnie Brae bằng một đĩa trái cây được trưng bày trong Hội chợ Citrus Los Angeles năm 1880. Vì vậy, sự khác biệt của loại quả này so với các loại chanh khác được trưng bày khiến mọi người không biết có nên xếp nó như một loại chanh không".
Bonnie Brae đã lấy phí bảo hiểm tại Hội chợ Thế giới ở New Orleans, năm 1885. Sau thành công của những cây chanh của mình, Higgins bắt đầu bán những cành chanh vàng Bonnie Brae của mình cho những người trồng khác quan tâm. Một trong số đó là Henry Ernest Cooper, người đặt tên cho vườn cây của mình là Bonita Ranch theo một cái ao địa phương tên là Bonita Laguna. Ngành công nghiệp chanh đã phát triển mạnh mẽ vào thời điểm khi một nhóm các nhà tài chính mua lại các vườn cây của Cooper và tạo ra Công ty trái cây Sweetwater.
Trong Hội nghị Người trồng hoa quả Tiểu bang lần thứ 11, được tổ chức tại National City, California, vào tháng 4 năm 1889, họ tuyên bố rằng Triển lãm chanh lớn nhất và tốt nhất đến từ trang trại của HM Higgins, trên thung lũng Sweetwater. Nó bao gồm chanh giống và Bonnie Brae, chúng có da rất mỏng, trái cây ngon ngọt, phẩm chất tốt, sở hữu rất nhiều các thuộc tính của chanh tây." 
Tuy nhiên, theo một cuộc phỏng vấn năm 1889 với LM Holt, một chuyên gia về cây có múi ở San Bernardino, California, đã nghĩ rằng có quả này [Bonnie Brae] sẽ cách mạng hóa việc trồng chanh ở Nam California. Có một vài đảng đã nảy sinh từ đó, và cuối cùng nó đã bị loại bỏ, và đã không thấy bất kỳ quả nào trong bốn hoặc năm năm. Tôi không biết nó có tồn tại đến ngày hôm nay hay không; nhưng nó là một loại trái cây rất tốt của loại hình này. Nhưng Bonnie Brae không phải là hình dạng của một quả chanh; đó là hình dạng của một quả chanh tây." 
Higgins chết năm 1897, 77 tuổi và Bonnie Brae Ranch được rao bán.

## Sự sụp đổ của ngành chanh
Đầu những năm 1900, một loạt các thiên tai đã làm tổn thương nghiêm trọng ngành công nghiệp chanh ở San Diego. Có một đợt hạn hán nước bắt đầu vào khoảng năm 1912, băng giá vào năm 1913 và trận lụt kinh hoàng vào năm 1915.
Trong một bài báo năm 1918, sau đó, quản lý của Bonnie Brae Ranch, CJ Scott đã viết, "Tuy nhiên, do vỏ rất mỏng này và thói quen tách ra, chanh vàng Bonnie Brae đã không chứng tỏ là một giống thương mại tốt. Tôi đã để lại một [cây] giống này như một vật lưu niệm về một loại chanh nổi tiếng. '  Nông trại Bonnie Brae nhường chỗ cho phân khu Bonita Woods năm 1961.